# Dieter E. Klumpp

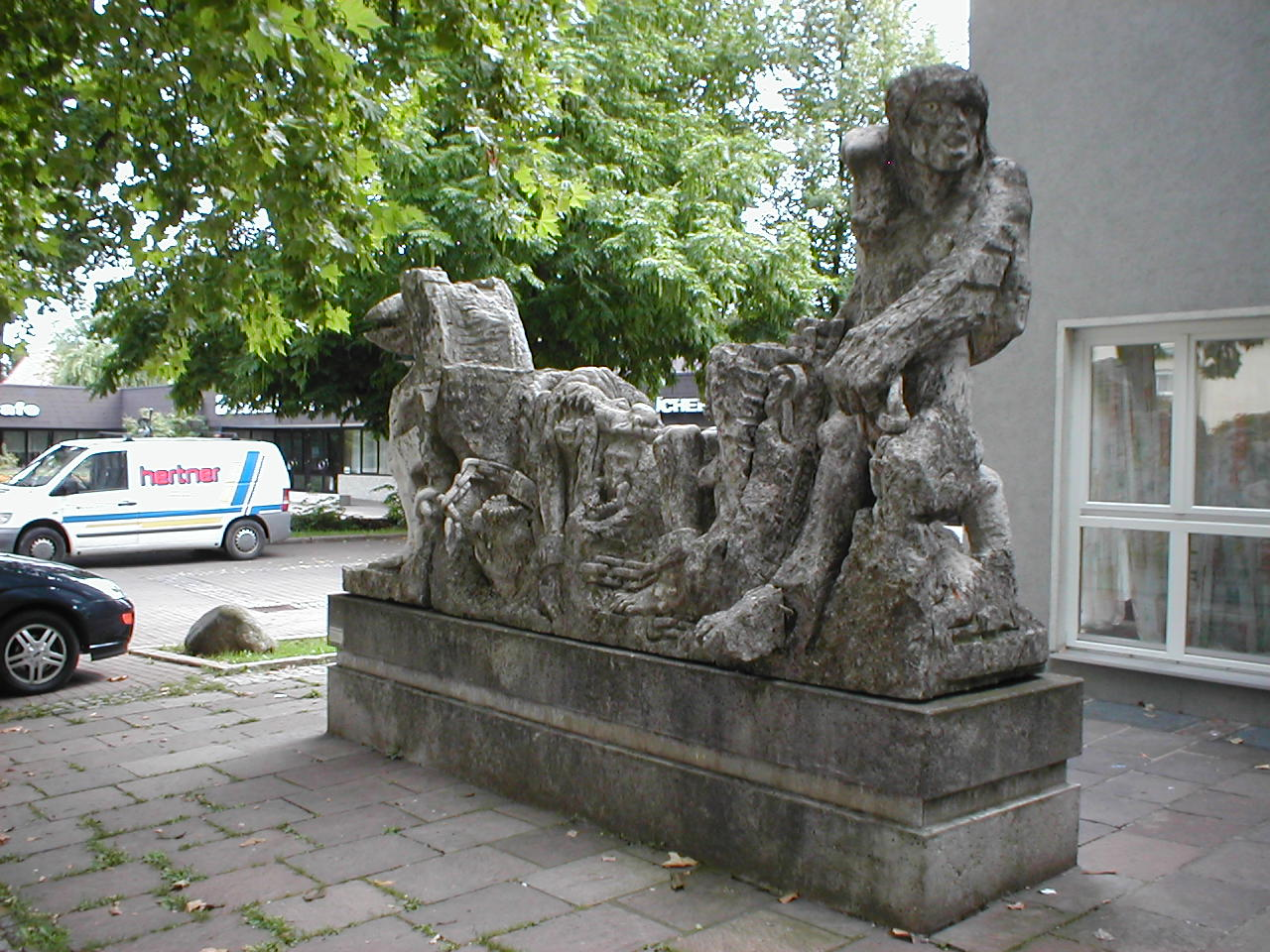
Schwarze Hofmännin in Heilbronn-Böckingen

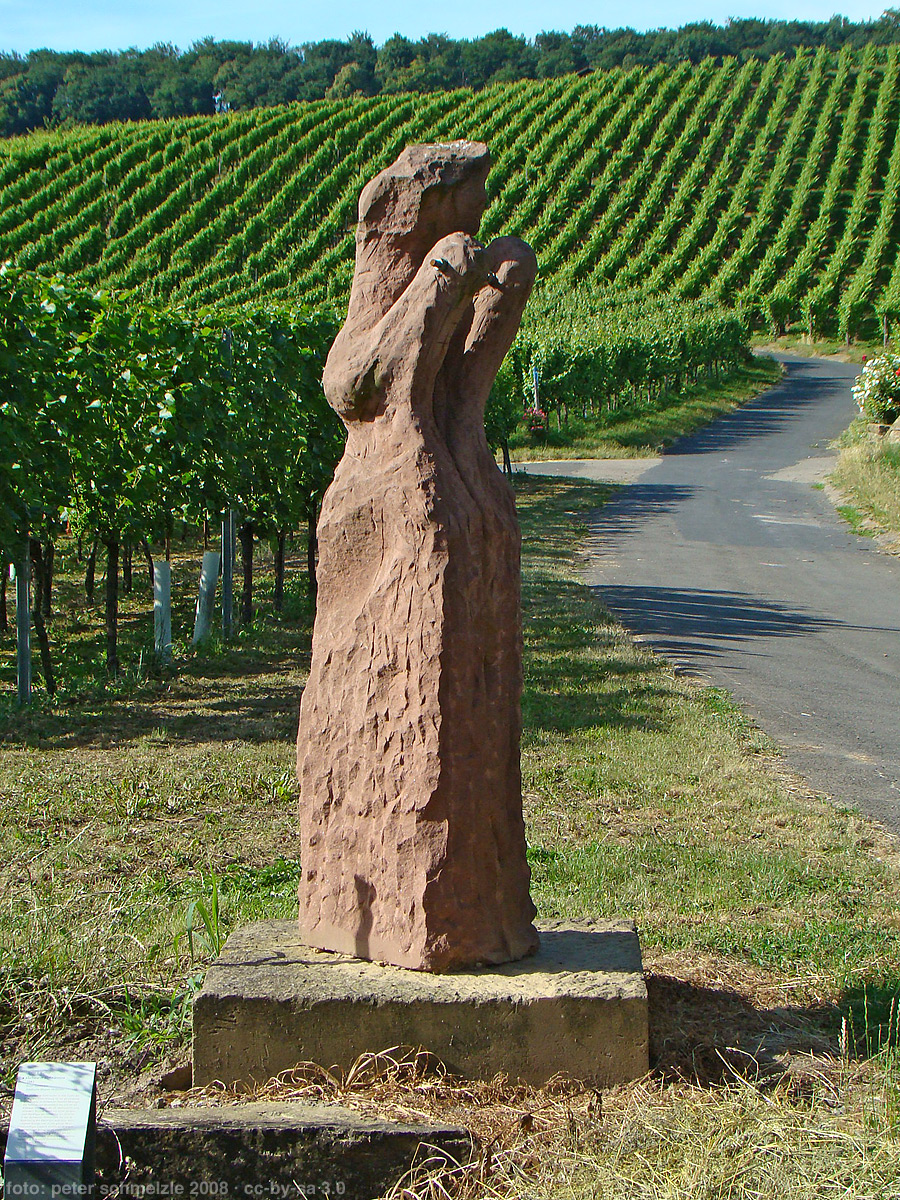
Vorstudie zur Schwarzen Hofmännin am Heilbronner Wartberg

Dieter E. Klumpp (* 1955 in Heilbronn) ist ein deutscher Bildhauer.
Klumpp studierte Bildhauerei an der Staatlichen Akademie der Bildenden Künste Stuttgart bei Alfred Hrdlicka und Herwig Schubert. 1980 erhielt er den Akademiepreis für Bildhauerei, 1983 ein Stipendium der Kunststiftung Baden-Württemberg sowie von 1983 bis 1986 ein Arbeitsstipendium der Freunde Städtischer Museen Heilbronn, während dessen die später in Böckingen aufgestellte Schwarze-Hofmännin-Skulptur entstand.
Seine Werke waren seit 1975 bei mehreren Einzel- und Gruppenausstellungen zu sehen, verschiedene Städte in Südwestdeutschland haben Arbeiten Klumpps in öffentlichen Besitz erworben. Seit 1994 lebt Klumpp in Freiburg im Breisgau.